# Bianrifi Tarmidi
Bianrifi Tarmidi (* 1958) ist ein komorischer Politiker. Er war vom 2. Dezember 1999 bis zum 29. November 2000 Premierminister seines Landes. Zurzeit ist er Minister für Justiz und Inneres in der autonomen Regierung von Mohéli.
Tarmidi wurde von Präsident Oberst Azali Assoumani auf Druck der internationalen Öffentlichkeit nach dem Staatsstreich vom April 1999 zum Premierminister bestellt, ohne echte Machtbefugnisse zu erhalten.